# Coniothyrium leguminum
Coniothyrium leguminum är en svampart som först beskrevs av Gottlob Ludwig Rabenhorst, och fick sitt nu gällande namn av Pier Andrea Saccardo 1892. Coniothyrium leguminum ingår i släktet Coniothyrium och familjen Leptosphaeriaceae.   Inga underarter finns listade i Catalogue of Life.